# 노르웨이 어업사건
노르웨이 어업사건(Norwegian Fisheries)은 국제법의 중요한 판례이다. 노르웨이는 영해의 외측 범위를 측정하기 위한 목적상 기선을 어떻게 수립해야 하는지가 문제되었는데, 노르웨이는 자국의 영해기선을 수립함에 있어 깊게 굴곡이 진 실제 해안선 대신에 만을 가로질러 직선으로 기선이 그을 권리가 있다고 주장하였다. 이에 대해 영국은 특히, 국제관습법은 만의 입구가 그 폭이 10마일 미만일 경우에만 그같은 방식을 허용해야 한다고 주장하였다.
ICJ는 이같은 주장을 입증할 수 있는 국가관행의 일반성과 획일성이 부족한 것으로 판단하면서도, "어쨌든 10마일 규칙은, 노르웨이가 이 규칙을 동 국가의 해안선에 적용하려는 일체의 시도에 언제나 반대하여 왔기 때문에 노르웨이에 대해서는 적용될 수 없는 것으로 보인다."고 덧붙였다.
이 판례는 집요한 반대원칙을 확립한 판결이다.

## 같이 보기
- 국제사법재판소 사건 목록